# 정유타
정유타(丁有陀, ?~?)는 백제의 채약사이다. 의박사 왕유능타(王有陵陀)와 채약사 반량풍(潘量豊) 등과 함께 일본으로 파견되어 백제에서의 의학 기술을 일본에게 전했다.